# Aethes rubiginana
Aethes rubiginana es una especie de polilla del género Aethes, categorizada en la tribu Cochylini, de la subfamilia Tortricinae.

## Distribución
Se distribuye por Marruecos.

## Taxonomía
Fue descrita por Walsingham en 1903 y publicada en (Loxopera), Ent. mon. Mag. 38: 183.